# Simplicius van Cilicië
Simplicius (Oudgrieks: Σιμπλίκιος), afkomstig uit Cilicië, was een van de laatste neoplatonisten. Hij was een leerling van Ammonius Hermiae en van Damascius.

## Leven
Toen in 529 na Christus de Atheense filosofische school werd opgeheven en het doceren van filosofie werd verboden, weken zeven filosofen (Damascius, Simplicius, Priscianus, Eulamius, Hermeias, Diogenes en Isidorus) rond 531 uit naar Perzië, om bescherming te zoeken bij de Perzische koning Khusro I. Daar werden ze hartelijk ontvangen maar na twee jaar tussen de 'barbaren' keerden ze toch terug naar Syrië en Griekenland.
Na zijn terugkeer uit Perzië schreef Simplicius commentaren op Aristoteles' werken De Caelo, Physica, De Anima (auteurschap betwist) en de Categorieën. Naast deze werken is ook zijn commentaar op het 'Handboekje' (Gr. Encheiridion) van Epictetus bewaard gebleven.
Hij stierf in Athene in 549.
Simplicius heeft niet de reputatie een origineel denker te zijn geweest maar zijn commentaren zijn wel diepzinnig en intelligent. Voor de student Griekse filosofie zijn de commentaren van Simplicius van grote waarde omdat ze veel fragmenten bevatten van oudere filosofen en zijn directe voorgangers. Een van de bekendste is het fragment van Anaximander waarin het begrip apeiron (het "onbeperkte" als oerelement) wordt gebruikt.

## Online resources
- 18e-eeuwse Engelse vertaling (door George Stanhope) van Simplicius' commentaar op Epictetus' Encheiridion
- Duits artikel over Simplicius' commentaar op Aristoteles' De Anima.

- Bibsys: 90667446
- Biblioteca Nacional de España: XX948024
- Bibliothèque nationale de France: cb11984924z (data)
- Catàleg d'autoritats de noms i títols de Catalunya: 981058523372206706
- CiNii: DA01789806
- Gemeinsame Normdatei: 118642421
- International Standard Name Identifier: 0000 0001 2138 6676
- Library of Congress Control Number: n82102480
- Nationale Bibliotheek van Tsjechië: jn20020903039
- Nationale bibliotheek van Australië: 35346235
- Nationale Bibliotheek van Israël: 987007268270705171
- Nationale Bibliotheek van Polen: a0000001764915
- Nationale en Universitaire bibliotheek Zagreb: 000667725
- Nederlandse Thesaurus van Auteursnamen: 069719691
- Réseau des bibliothèques de Suisse occidentale: 02-A012312214
- Istituto Centrale per il Catalogo Unico: TO0V020123
- LIBRIS: 92069
- SNAC: w62z2wk7
- Système universitaire de documentation: 02790850X
- Trove: 920142
- Virtual International Authority File: 71399875